# Afroleptomydas flavirostris
Afroleptomydas flavirostris är en tvåvingeart som först beskrevs av Mario Bezzi 1924.  Afroleptomydas flavirostris ingår i släktet Afroleptomydas och familjen Mydidae. Inga underarter finns listade i Catalogue of Life.